# Inhalatiecorticosteroïd
Inhalatiecorticosteroïden vormen de basisbehandeling van (chronisch) astma. Deze medicatie onderdrukt de ontsteking in de longen. Ze wordt toegediend via inhalatie.

## Corticosteroïden
Een corticosteroïd is een (chemische variant van het) lichaamseigen bijnierschorshormoon. Deze groep van stoffen onderdrukt diverse lichamelijke reacties bij ontstekingen en infecties.
Er zijn drie mogelijke toedieningswijzen van corticosteroïden:
- Oraal: via de mond (bijvoorbeeld bij ernstig astma, of acute opstoten)
- Dermaal: via de huid (vnl. bij huidaandoeningen)
- Inhalatoir: een aerosol of poeder wordt ingeademd

In België en Nederland worden de volgende inhalatiecorticosteroïden gebruikt:
- beclomethason
- budesonide
- fluticason
- ciclesonide

## Indicaties
Inhalatiecorticosteroïden vormen
- de basisbehandeling voor de controle van persisterend (= langdurig aanhoudend) astma
- een bijkomende behandeling bij patiënten met ernstig tot zeer ernstig chronisch obstructief longlijden (COPD) met frequente longaanvallen

## Ongewenste effecten
Het risico van ongewenste effecten van inhalatiecorticosteroïden is gering, en alleszins kleiner dan het bewezen positief effect.
- Lokaal: 
  - orofaryngeale candidose (schimmelvorming in de mond) - oplossing hiervoor: mond goed spoelen met water
  - Heesheid
- Systemisch:
  - bijnierschorsinsufficiëntie (met bijvoorbeeld hypoglykemie)
  - verminderde botdichtheid
  - groeivertraging (vnl. bij jonge kinderen en hoge doses). De uiteindelijke lengte op volwassen leeftijd wordt niet nadelig beïnvloed.